# سفارت اوکراین در صربستان
سفارت اوکراین در صربستان (به صربی: Embassy of Ukraine) یک منطقهٔ مسکونی و نمایندگی سیاسی این کشور در صربستان است که در بلگراد واقع شده‌است.